# Leichtathletik-Länderkampf der Männer 1931 Frankreich – Deutschland
| 4. Leichtathletik-Länderkampf mit deutscher Beteiligung 1931 | 4. Leichtathletik-Länderkampf mit deutscher Beteiligung 1931 |
| ------------------------------------------------------------ | ------------------------------------------------------------ |
|                                                              |                                                              |
| Ländervergleich der Männer: Frankreich – Deutschland         |                                                              |
| Austragungsort                                               | Paris                                                        |
| Wettbewerbe                                                  | 14                                                           |
| Datum                                                        | 6. September 1931                                            |
| 1. GER 2. FRA                                                | 88 Punkte 62 Punkte                                          |
| Chronik                                                      |                                                              |
| ← GER-GBR (M)                                                | erster LK 1932:00 GER-FRA (M) →                              |

Der vierte Vergleich im Leichtathletik-Länderkampfjahr 1931 fand am 6. September in der französischen Hauptstadt Paris gegen Frankreich statt. In der nun sechsten Begegnung der beiden Länder und dem insgesamt 24. Länderkampf einer deutschen Mannschaft setzte sich Deutschland sehr deutlich mit 88 zu 62 Punkten durch.

## Wettbewerbe
Der Hochsprung, eine Disziplin, die bislang in den Ländervergleichen immer Teil des Programms gewesen war, fand in dieser Begegnung keine Berücksichtigung.

## Modus
Die Regeln waren dieselben wie bei den letzten Begegnungen der beiden Teams. Jede Mannschaft trat in den Einzelwettbewerben mit je zwei Teilnehmern an. Die Sieger erhielten jeweils fünf Punkte, die Zweitplatzierten jeweils drei und die Drittplatzierten je zwei Punkte. Die Athleten auf dem jeweils vierten Rang kamen noch mit je einem Punkt in die Wertung. In den beiden Staffeln brachte Platz eins drei Punkte und Platz zwei einen Punkt.

## Legende
Kurze Übersicht zur Bedeutung der Symbolik – so üblicherweise auch in sonstigen Veröffentlichungen verwendet:
| k. A. | keine Angabe |

## Resultate

### 100 m
| Platz | Athlet        | Land | Zeit (s) |
| ----- | ------------- | ---- | -------- |
| 1     | Arthur Jonath | GER  | 10,4     |
| 2     | Helmut Körnig | GER  | k. A.    |
| 3     | Henri Sureaud | FRA  | k. A.    |
| 4     | André Imbert  | FRA  | k. A.    |

### 200 m
| Platz | Athlet          | Land | Zeit (s) |
| ----- | --------------- | ---- | -------- |
| 1     | Helmut Körnig   | GER  | 21,6     |
| 2     | Ernst Geerling  | GER  | 21,8     |
| 3     | Henri Sureaud   | FRA  | 22,0     |
| 4     | Roger Beigbeder | FRA  | 22,0     |

### 400 m
| Platz | Athlet        | Land | Zeit (s) |
| ----- | ------------- | ---- | -------- |
| 1     | Adolf Metzner | GER  | 49,8     |
| 2     | Hans Nöller   | GER  | 50,4     |
| 3     | André Livier  | FRA  | 50,8     |
| 4     | René Ducos    | FRA  | 51,2     |

### 800 m
| Platz | Athlet          | Land | Zeit (min) |
| ----- | --------------- | ---- | ---------- |
| 1     | Jean Keller     | FRA  | 1:55,6     |
| 2     | Otto Peltzer    | GER  | 1:56,0     |
| 3     | Max Danz        | GER  | 1:57,0     |
| 4     | Jean Charavalle | FRA  | 1:58,6     |

### 1500 m
| Platz | Athlet           | Land | Zeit (min) |
| ----- | ---------------- | ---- | ---------- |
| 1     | Jules Ladoumègue | FRA  | 4:00,6     |
| 2     | Hans Wichmann    | GER  | 4:02,6     |
| 3     | Fritz Schilgen   | GER  | 4:02,8     |
| 4     | Roger Normand    | FRA  | 4:03,8     |

### 5000 m
| Platz | Athlet           | Land | Zeit (min) |
| ----- | ---------------- | ---- | ---------- |
| 1     | Roger Rochard    | FRA  | 15:03,6    |
| 2     | Fritz Schaumburg | GER  | 15:04,2    |
| 3     | Max Syring       | GER  | 15:04,6    |
| 4     | Lahitte          | FRA  | 15:06,6    |

### 110 m Hürden
| Platz | Athlet                | Land | Zeit (s) |
| ----- | --------------------- | ---- | -------- |
| 1     | Ferdinand Beschetznik | GER  | 15,0     |
| 2     | André Adelheim        | FRA  | 15,4     |
| 3     | Édouard Max-Robert    | FRA  | k. A.    |
| 4     | Willi Welscher        | GER  | k. A.    |

### 4 × 100 m Staffel
| Platz | Besetzung       | Land                                                        | Zeit (s) |
| ----- | --------------- | ----------------------------------------------------------- | -------- |
| 1     | Deutsches Reich | Helmut Körnig Ernst Geerling Erich Borchmeyer Arthur Jonath | 41,4     |
| 2     | Frankreich      | André Imbert Finat Roger Beigbeder Henri Sureaud            | 42,0     |

### 4 × 400 m Staffel
| Platz | Besetzung       | Land                                                      | Zeit (min) |
| ----- | --------------- | --------------------------------------------------------- | ---------- |
| 1     | Deutsches Reich | Heinz Bergmann Hans Nöller Erich Borchmeyer Adolf Metzner | 3:21,8     |
| 2     | Frankreich      | Vologe Paul Pelletier Bigay André Livier                  | 3:23,6     |

### Stabhochsprung
| Platz | Athlet           | Land | Höhe (m) |
| ----- | ---------------- | ---- | -------- |
| 1     | Pierre Ramadier  | FRA  | 3,85     |
| 2     | Achilles Reeg    | GER  | 3,85     |
| 3     | Robert Vintousky | FRA  | 3,85     |
| 4     | Julius Müller    | GER  | 3,60     |

### Weitsprung
| Platz | Athlet            | Land | Weite (m) |
| ----- | ----------------- | ---- | --------- |
| 1     | Erich Köchermann  | GER  | 7,43      |
| 2     | Robert Paul       | FRA  | 7,13      |
| 3     | Kurt Mölle        | GER  | 7,04      |
| 4     | Albert Chevallier | FRA  | 6,72      |

### Kugelstoßen
| Platz | Athlet                | Land | Weite (m) |
| ----- | --------------------- | ---- | --------- |
| 1     | Hans-Heinrich Sievert | GER  | 14,83     |
| 2     | Édouard Duhour        | FRA  | 14,71     |
| 3     | Hans Schneider        | GER  | 14,45     |
| 4     | Jules Noël            | FRA  | 14,08     |

### Diskuswurf
| Platz | Athlet                | Land | Weite (m) |
| ----- | --------------------- | ---- | --------- |
| 1     | Hans-Heinrich Sievert | GER  | 45,98     |
| 2     | Paul Winter           | FRA  | 44,76     |
| 3     | Hans Hoffmeister      | GER  | 44,57     |
| 4     | Jules Noël            | FRA  | 43,93     |

### Speerwurf
| Platz | Athlet            | Land | Weite (m) |
| ----- | ----------------- | ---- | --------- |
| 1     | Bruno Mäser       | GER  | 62,19     |
| 2     | Gottfried Weimann | GER  | 62,00     |
| 3     | Alfred Gassner    | FRA  | 52,62     |
| 4     | Simon Angeli      | FRA  | 52,60     |